# Seven de Japón

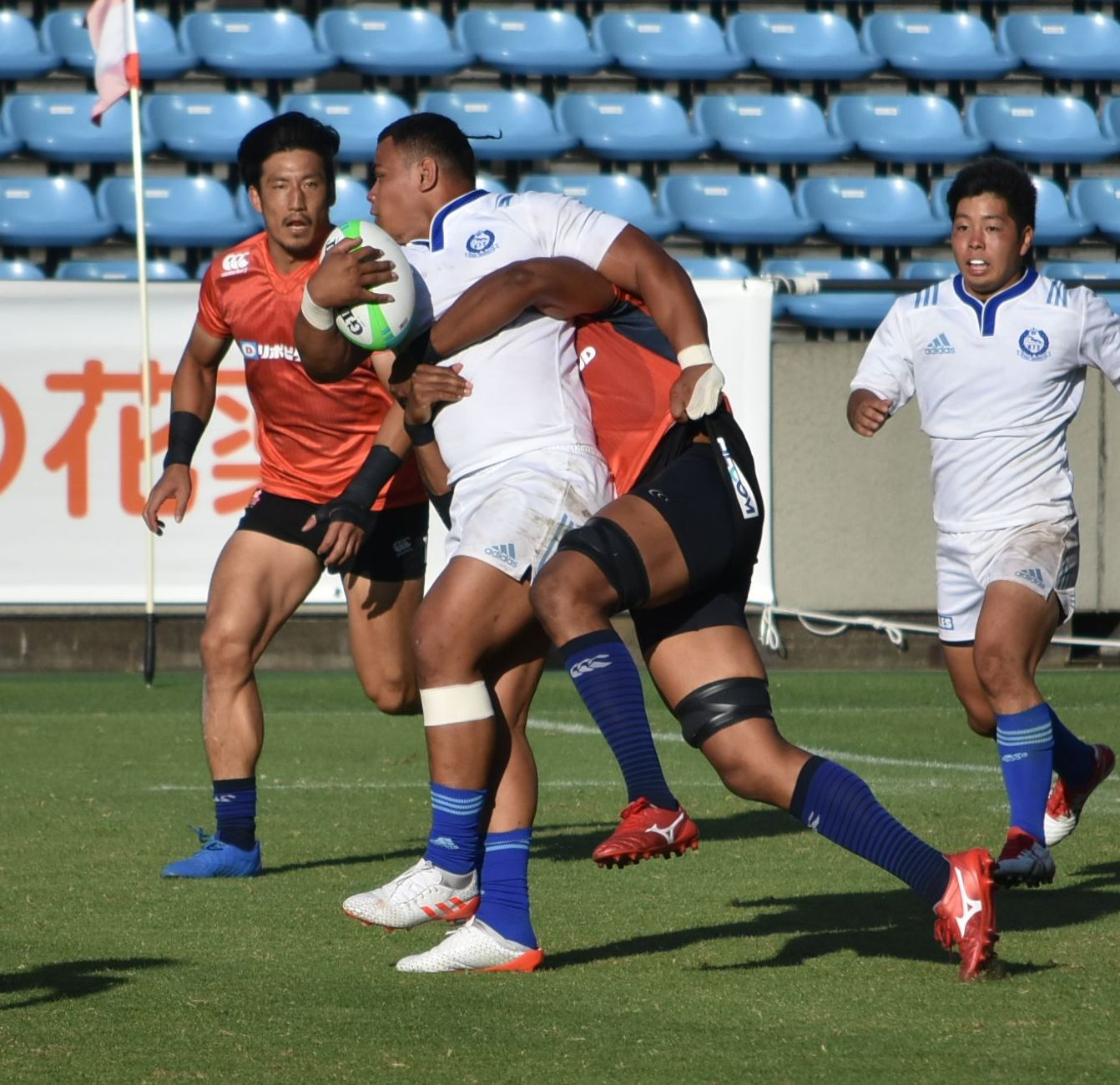
Partido de la Seven de Japón

El Seven de Japón es un torneo masculino de selecciones de rugby 7 que se realizó en ese país desde 1995. Durante dos períodos (2000 al 2001) y (2012 al 2015) fue parte de la Serie Mundial de Rugby 7.
Se celebró en el Chichibunomiya Rugby Stadium de la ciudad de Tokio.

## Palmarés
| Año  | Campeón       | Marcador final | Subcampeón |
| ---- | ------------- | -------------- | ---------- |
| 2000 | Fiyi          | 27-22          | Australia  |
| 2001 | Nueva Zelanda | 26-22          | Australia  |
| 2012 | Australia     | 28-26          | Samoa      |
| 2013 | Sudáfrica     | 24-19          | Fiyi       |
| 2014 | Fiyi          | 33-26          | Sudáfrica  |
| 2015 | Inglaterra    | 21-14          | Sudáfrica  |

## Posiciones
Número de veces que las selecciones ocuparon cada posición en todas las ediciones.
| Equipo        | Campeón | 2º puesto |
| ------------- | ------- | --------- |
| Fiyi          | 2       | 1         |
| Sudáfrica     | 1       | 2         |
| Australia     | 1       | 2         |
| Nueva Zelanda | 1       |           |
| Inglaterra    | 1       |           |
| Samoa         |         | 1         |